# نسخه ۲.۰
نسخهٔ ۲.۰ (به انگلیسی: Version 2.0) دومین آلبوم استودیویی از گروهٔ موسیقی راک آمریکایی گاربج می‌باشد که در ۱۱ مهٔ سال ۱۹۹۸ از سوی ماشروم رکوردز در سراسر جهان منتشر گردید و یک روز بعد نیز در آمریکای شمالی از سوی آلمو ساندز عرضه گردید. گروه در این آلبوم  تلاش کرد تا به جای تغییر کامل سبک، سبک موسیقایی آلبوم نخست خود در سال ۱۹۹۵ را بهبود بخشیده و گسترش دهد. شرلی منسن خوانندهٔ اصلی گروه ترانه‌هایی با مضامین تاریک و درون‌نگر نوشت که به گفتهٔ خودش، با ملودی‌های قطعات هم‌خوانی داشتند.
نسخهٔ ۲.۰ از نظر تجاری موفق بود؛ و در جدول کشورهای بریتانیا، فرانسه و نیوزیلند صدرنشین شد و در چندین کشور نیز موفق به دریافت گواهی پلاتین گردید. این آلبوم در ایالات متحده بیش از ۱٫۷ میلیون نسخه و در سراسر جهان ۴ میلیون نسخه فروش داشته است. گاربج پس از انتشار آلبوم، یک تور جهانی ۱۸ ماهه برگزار کرد و مجموعه‌ای از تک‌آهنگ‌های پرفروش را منتشر نمود که با موزیک ویدئوهای نوآورانه همراه بودند. این آلبوم عموماً با نقدهای مثبتی از سوی منتقدان مواجه شد و در فهرست بهترین آلبوم‌های سال ۱۹۹۸ توسط چندین نشریه جای گرفت. این آلبوم در سال ۱۹۹۹ در دو بخش آلبوم سال و بهترین آلبوم راک نامزد جایزهٔ گرمی شد. همچنین، سومین تک‌آهنگ آلبوم با عنوان «خاص» نیز در سال بعد، در دو بخش بهترین آهنگ راک و بهترین اجرای راک گروهی یا دونفره نامزد گرمی شد.